# Ремедіос Варо
Реме́діос Ва́ро Ура́нга (ісп. Remedios Varo Uranga, 16 грудня 1908, Англес — 8 жовтня 1963, Мехіко) — іспанська та мексиканська художниця, сюрреалістка та фантастка, анархістка. Під час Громадянської війни в Іспанії емігрувала до Парижа, де прониклася сюрреалізмом. Роботи мисткині, сповнені містики та філософських підтекстів, успішно виставляються у Мексиці і США.

## Життєпис
Ремедіос Варо народилася в сім'ї інженера-гідравліка й отримала освіту в монастирській школі. У 1934 році вступила до Академії мистецтв Сан-Фернандо. На початку Громадянської війни в Іспанії зустріла французького поета Бенжамена Пере, який приїхав до Барселони підтримати республіканців, і перебралася з ним у Париж, де зазнала впливу сюрреалізму. Після приходу до влади нацистів настали нелегкі дні для цього художнього напряму. У 1942 році Варо залишає Францію і емігрує до Мексики, яку вважала тимчасовою гаванню, але прожила в Латинській Америці до кінця життя. Назавжди оселилася в Мехіко і здобула основну славу в Мексиці.

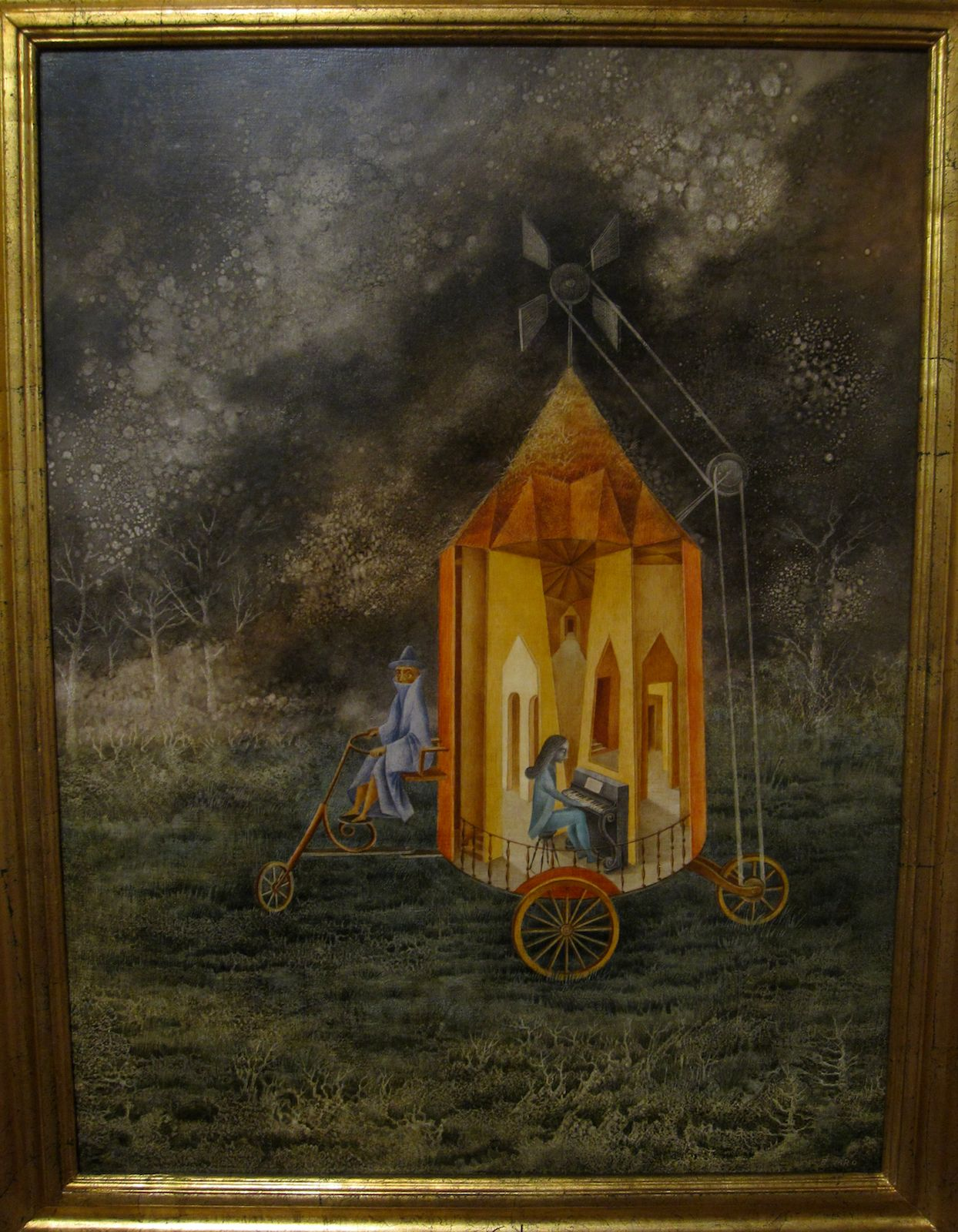
Полотно роботи Ремедіос Варо

У Мексиці Варо одружується з австрйським видавцем Вальтером Грюеном, колишнім в'язнем нацистських концтаборів у Європі. Грюен вірив у талант Варо і забезпечив їй підтримку, яка дозволяла їй повністю віддатися живопису. 
Ремедіос Варо померла 8 жовтня 1963 року в розквіті сил.

## Творчість
Алегорична природа більшості робіт Варо схожа з картинами Босха, і деякі критики описували її мистецтво як «постсучасну алегорію». Творчість Варо знаходилося також під впливом стилів таких різноманітних художників як Гойя, Ель Греко, Пікассо і Брейгель.
У Мехіко Варо зустріла Фріду Кало і Дієго Ріверу, близько здружилася з сюрреалісткою Леонорою Керрінгтон.
Після 1949 року Ремедіос Варо знайшла власний стиль. 
Варо внесла у власний авторський стиль також розмаїття містичних традицій. Вона вивчала праці Екгарта, Блаватської, Гурджиєва, Успенського, а також Фрейда і Юнга.

## Вибрані роботи
- 1938: Голод
- 1943: Вежа кентавра
- 1943: Боротьба за існування
- 1947: Безсоння
- 1948: Зимова алегорія
- 1955: Сонячна музика
- 1955: Флейтист
- 1955: Фургон
- 1956: Три Долі
- 1956: Веронський ткач
- 1956: Гармонія
- 1956: Жіноче щастя
- 1956: Ловець зірок
- 1957: Портрет доктора Ігнасіо Шавеза
- 1957: Створення птахів
- 1957: Бродяга
- 1958: Чарівний політ
- 1958: Несподіваний візит
- 1958: Персонаж
- 1958: Даремна наука або Алхімік
- 1959: Дослідження витоків Оріноко
- 1959: Незбагненний рух
- 1959: Зіткнення
- 1960: Імітація
- 1960: Візит до пластичного хірурга
- 1961: Виклик
- 1961: Ті, що ткуть земну мантію
- 1961: Відкриття геолога-мутанта
- 1961: Персонаж
- 1961: У бік Вежі
- 1962: Нічна втеча
- 1963: Феномен невагомості
- 1963: Закохані
- 1963: Натюрморт, що обертається
- 1967: Непокірна фабрика